# Buonconvento

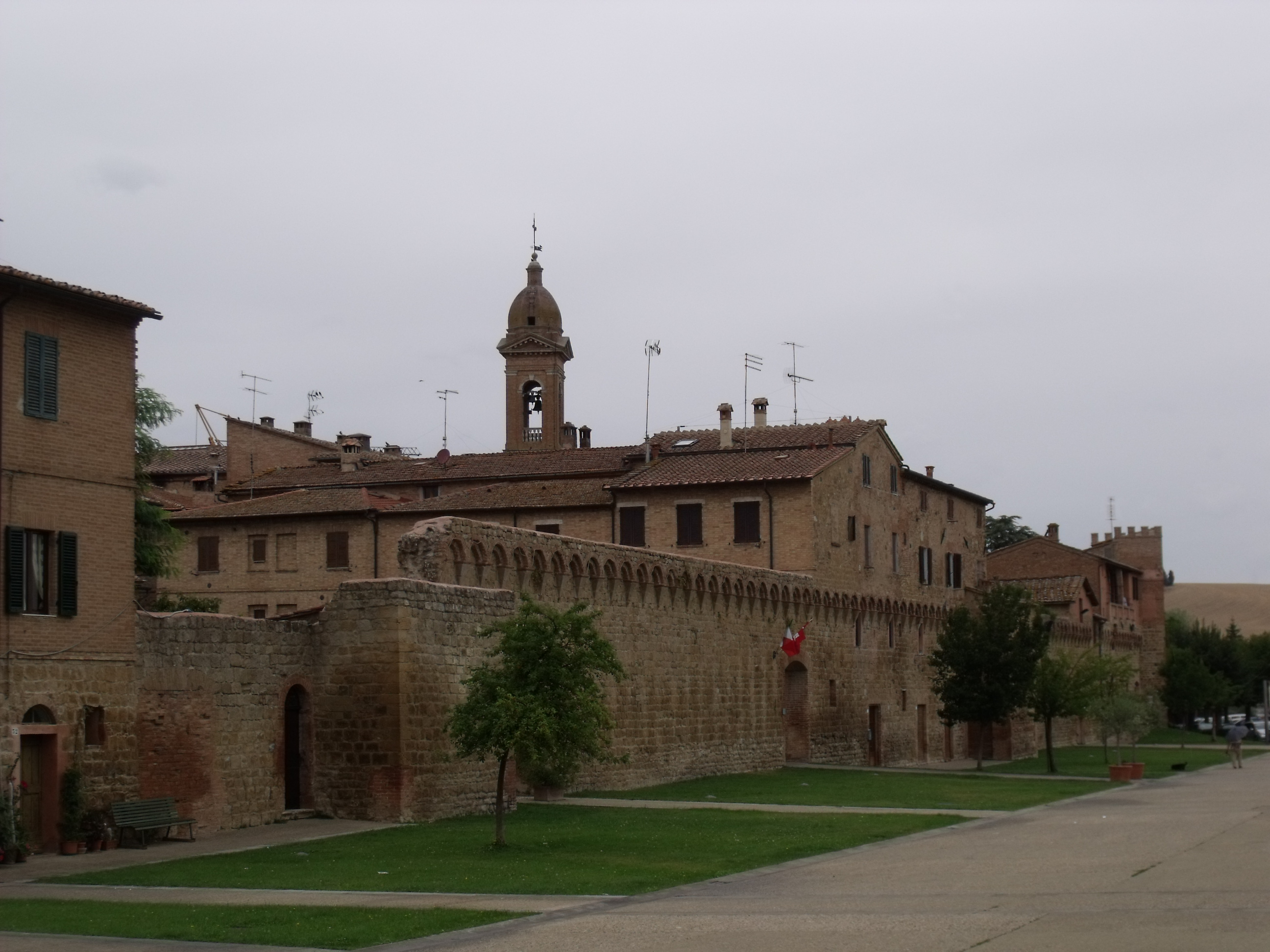
Le mura che circondano il paese.

Buonconvento è un comune italiano di 2 963 abitanti della provincia di Siena in Toscana. Sorge nella Valle dell'Ombrone, alla confluenza del fiume Arbia nel fiume Ombrone sulla via Cassia.
Insieme ai comuni di Asciano, Montalcino, Monteroni d'Arbia, Rapolano Terme e Trequanda forma il Circondario delle Crete Senesi.
Fa parte del circuito dei borghi più belli d'Italia.

## Geografia fisica

### Territorio
- Classificazione sismica: zona 3 (sismicità bassa), Ordinanza PCM 3274 del 20/03/2003
- Classificazione climatica: zona D, 1598 GR/G
- Diffusività atmosferica: media, Ibimet CNR 2002

## Storia

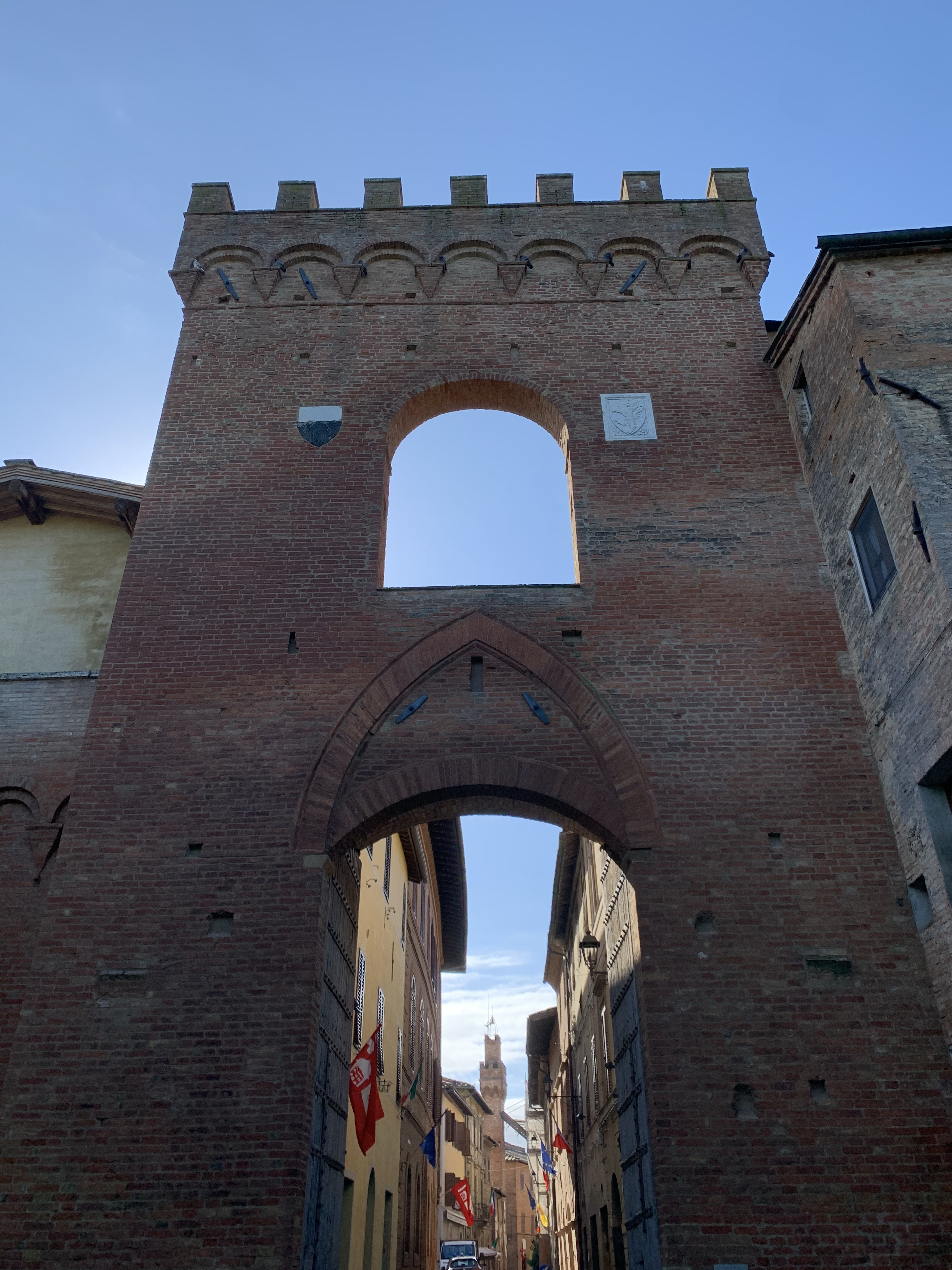
La porta senese

Il nome deriva dal latino Bonus Conventus, "luogo felice, fortunato".
I primi cenni storici si hanno intorno al 1100, ma sicuramente il fatto di maggior rilievo è avvenuto nel 1313 quando, il 24 agosto, forse non nel capoluogo ma comunque all'interno del territorio comunale, morì l'imperatore Enrico VII di Lussemburgo, (più conosciuto come Arrigo) che era sceso in Italia per restaurarvi l'autorità imperiale. 
La leggenda narra che l'imperatore, avvelenato durante la comunione da un frate del luogo, sia morto poco dopo lungo la via Cassia, probabilmente presso l'abitato di Serravalle. Questa storia dell'avvelenamento ha in realtà qualcosa di vero. Infatti Enrico VII aveva contratto l'antrace, una infezione acuta che crea piaghe di colore scuro e all'epoca per curarla si usavano impacchi all'arsenico. Dall'esame delle ossa, riesumate dalla Cattedrale di Pisa, dove erano state sepolte, il prof. Francesco Mallegni ha rivelato che l'imperatore fosse avvelenato proprio dall'arsenico. Dall'analisi del teschio è emerso anche che il volto scolpito da Tino di Camaino non corrisponde a quello che avrebbe avuto realmente.
La costruzione delle mura iniziò nel 1371 e terminò 12 anni dopo, nel 1383. È il centro più importante della Val d'Arbia, testimoniato anche dalla podesteria che comprende 32 località e dal riconoscimento della cittadinanza senese concesso dai governatori della città nel 1480.
Con la caduta della Repubblica di Siena, nel 1559 entra a far parte del Granducato di Toscana sotto i Medici.

### Simboli
Lo stemma del Comune di Buonconvento è stato riconosciuto con D.P.C.M. del 15 marzo 1957.
Il gonfalone comunale è stato concesso con decreto del presidente della Repubblica del 3 luglio 1958.

## Monumenti e luoghi d'interesse

### Architetture religiose
- Chiesa dei Santi Pietro e Paolo
- Oratorio dell'Arciconfraternita della Misericordia
- Chiesa di San Lorenzo a Bibbiano
- Cappella di Sant'Antonio a Bibbiano
- Chiesa di San Bartolomeo a Castelnuovo Tancredi
- Chiesa di San Lorenzo a Percenna
- Pieve di Sant'Innocenza a Piana
- Chiesa di San Lorenzo a Serravalle

### Architetture civili
- Chiatina
- Asilo Infantile Anna e Giulio Grisaldi Del Taja
- Villa La Rondinella
- Villa Armena

### Architetture militari
- Mura cittadine. La robusta cinta muraria trecentesca, che conserva nella forma architettonica il carattere senese, un tempo racchiudeva tutto il borgo come una farfalla nel bozzolo. Su di essa non esistevano aperture, all’infuori di due porte di accesso munite di robusti infissi in legno con ferrature: Porta Senese sul lato nord verso Siena, e sul lato sud Porta Romana, distrutta nel 1944 dai tedeschi in ritirata. Rimasto intatto per secoli, al riparo del fossato e dei merli guelfi del cammino di ronda, il borgo ha subito grandi trasformazioni nell’800, con la costruzione di fabbricati a ridosso delle mura, tra cui il Teatro dei Risorti. Fonte: https://www.comune.buonconvento.si.it/it-it/vivere-il-comune/cosa-vedere/mura-cittadine-45830-1-096bb9d5bd52c74c381f2069d7f97431

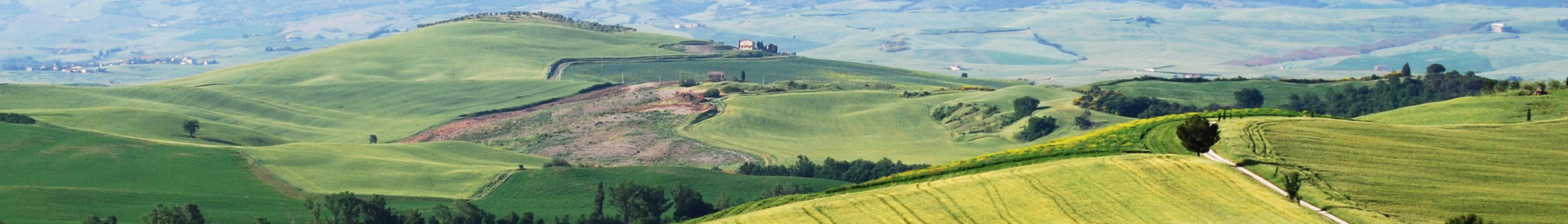
Paesaggio delle Crete Senesi

- Castello di Bibbiano
- Castello di Castelnuovo Tancredi
- Castello di Castelrosi
- Castello di Percenna
- Castello di Piana

## Società

### Evoluzione demografica
Abitanti censiti

### Etnie e minoranze straniere
Secondo i dati ISTAT al 31 dicembre 2010 gli stranieri residenti erano 316. Le nazionalità di origine maggiormente presenti erano:
- Romania 55 1,72%

## Cultura

### Istruzione

#### Musei

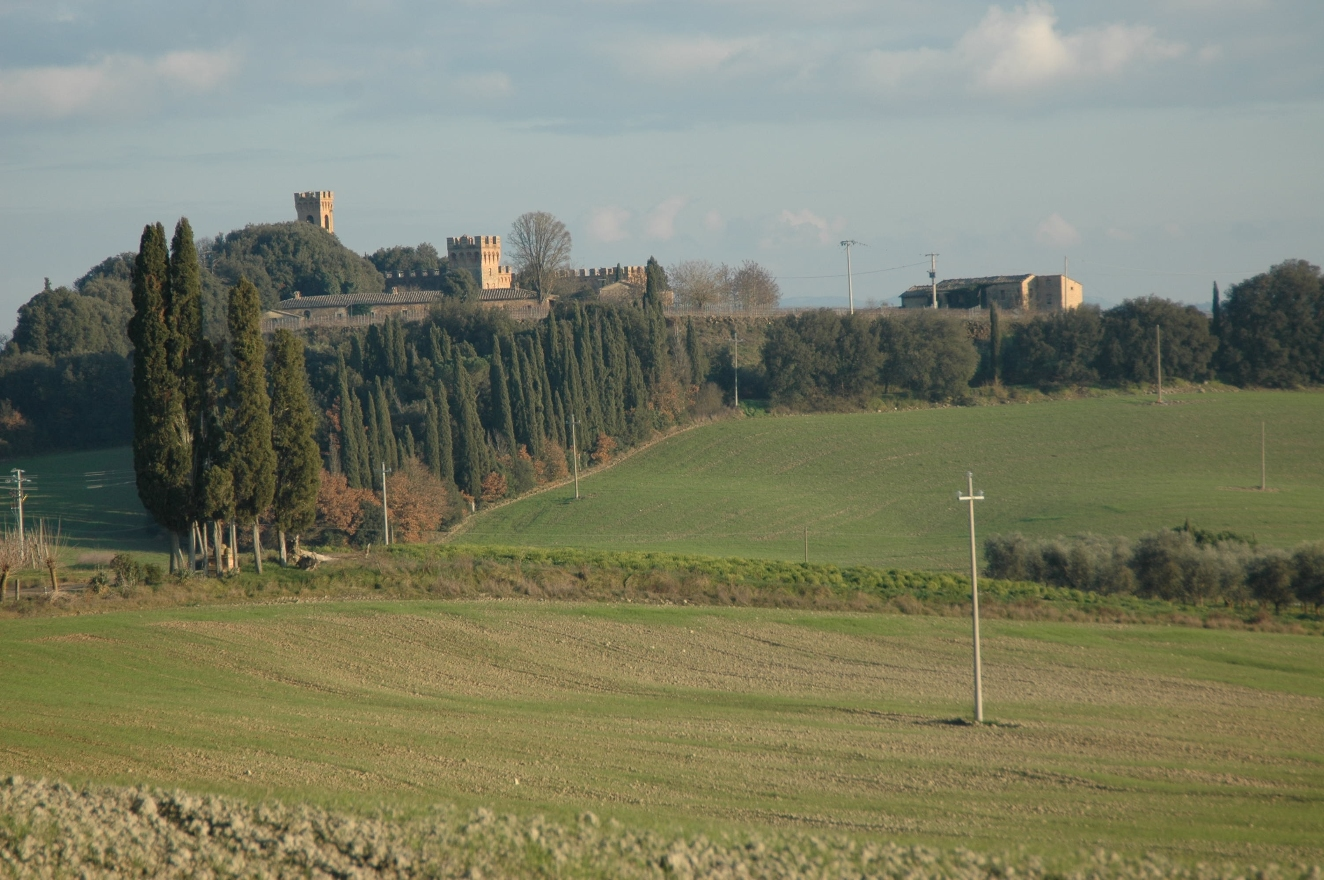
La torre

- Il borgo trecentesco, perfettamente conservato, ospita lungo la sua via principale il Museo di arte sacra della Val d'Arbia, con opere provenienti dalle chiese della Val d'Arbia di molti dei principali artisti della tradizione pittorica senese come Duccio, Pietro Lorenzetti, Andrea di Bartolo, Matteo di Giovanni, Alessandro Casolani, Simondio Salimbeni e altri.
- La "Tinaia del Taja", situata sul perimetro esterno delle mura, ospita inoltre il Museo della mezzadria senese, che si propone di raccontare il mondo della mezzadria attraverso foto, oggetti e altro materiale originale.
- Molto interessanti sono anche i palazzi in stile liberty che si trovano sia all'interno del borgo che fuori.

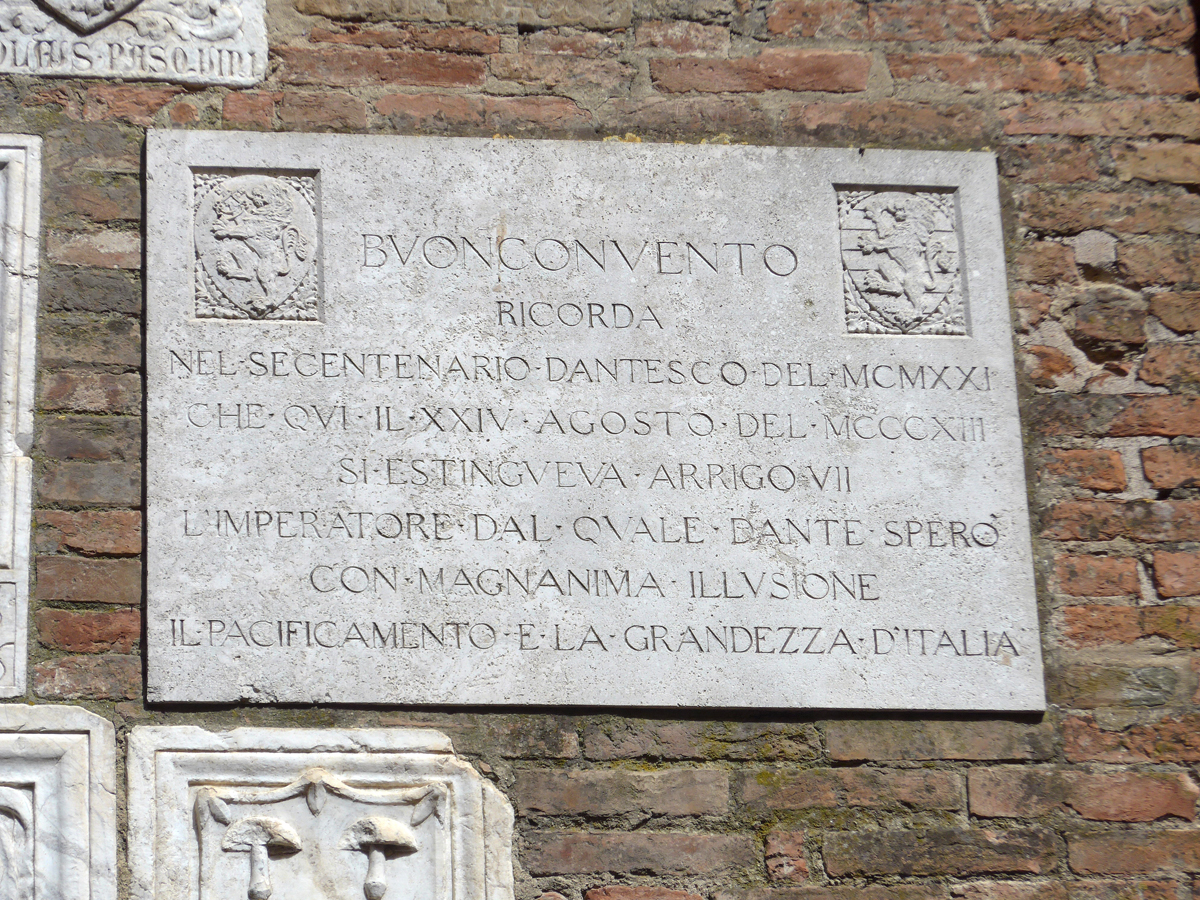
Buonconvento, lapide a Enrico VII di Lussemburgo posta sul municipio.

## Geografia antropica

### Frazioni
Il comune di Buonconvento comprende, oltre al capoluogo, altre tre frazioni principali:
- Bibbiano (222 m s.l.m., 88 abitanti)
- Ponte d'Arbia (149 m s.l.m., 27 abitanti)[10]
- Serravalle (176 m s.l.m., 17 abitanti)

Altre località notevoli sono quelle di Castelnuovo Tancredi, Chiatina, Percenna e Piana.

## Economia
L'economia del comune ruota principalmente intorno all'agricoltura che offre opportunità sia nel senso stretto del termine che come offerta di alloggi negli agriturismi delle aziende ai turisti che vengono da tutte le parti del mondo.

## Infrastrutture e trasporti

### Ferrovie
La cittadina stazione di Buonconvento si trova sulla linea della ferrovia Siena-Grosseto.

## Amministrazione
Di seguito è presentata una tabella relativa alle amministrazioni che si sono succedute in questo comune.
| Periodo           | Periodo           | Primo cittadino     | Partito                                | Carica  | Note   |
| ----------------- | ----------------- | ------------------- | -------------------------------------- | ------- | ------ |
| 29 luglio 1985    | 7 giugno 1990     | Massimo Sbardellati | Partito Comunista Italiano             | Sindaco | [ 11 ] |
| 25 giugno 1990    | 11 settembre 1991 | Massimo Sbardellati | Partito Comunista Italiano             | Sindaco | [ 11 ] |
| 11 settembre 1991 | 24 aprile 1995    | Giorgio Ciacci      | Partito Democratico della Sinistra     | Sindaco | [ 11 ] |
| 24 aprile 1995    | 14 giugno 1999    | Giorgio Ciacci      | lista civica                           | Sindaco | [ 11 ] |
| 14 giugno 1999    | 14 giugno 2004    | Giorgio Ciacci      | centro-sinistra                        | Sindaco | [ 11 ] |
| 15 giugno 2004    | 8 giugno 2009     | Marco Mariotti      | centro-sinistra                        | Sindaco | [ 11 ] |
| 8 giugno 2009     | 26 maggio 2014    | Marco Mariotti      | centro-sinistra                        | Sindaco | [ 11 ] |
| 26 maggio 2014    | 27 maggio 2019    | Paolo Montemerani   | centro-sinistra Per Buonconvento       | Sindaco | [ 11 ] |
| 27 maggio 2019    | in carica         | Riccardo Conti      | centro-sinistra Uniti per Buonconvento | Sindaco | [ 11 ] |